# ۲۰٬۰۰۰ فرسنگ زیر دریا (فیلم ۱۹۸۵)
«بیست هزار فرسنگ زیر دریا» (انگلیسی: 20,000 Leagues Under the Sea) فیلمی در ژانر علمی–تخیلی است که در سال ۱۹۸۵ منتشر شد.